# 李宏毅 (電腦科學家)
李宏毅（1986年-），台湾计算机科学家，国立台湾大学電機工程學系教授，研究领域包括語意理解、語音辨識、機器學習、深度學習等。

## 生平

### 早年生活
李宏毅在大学二年级时，因对电机系许多课程感到困惑，曾一度非常沮丧迷惘，甚至萌生了退学的念头。他当时选了一门「数字通信處理」课程，发现自己难以听懂，但他并未放弃，不弃选不退修，最终豁然开朗，「原來用手機撥電話給別人時，中間發生的事就是這些信號處理。」找到学习的兴趣后，李宏毅开始跟随中央研究院李琳山院士做项目，随后于2010年从国立台湾大学取得硕士学位，2012年取得博士学位。2012年9月至2013年8月间，李宏毅于中央研究院资讯科技创新研究中心担任博士后研究员。2013年9月以客座科学家身份前往麻省理工学院電腦科學暨人工智慧實驗室。2014年返台，担任台湾大学电机工程学系教师至今。

### 开设课程
2015年，李宏毅开始在台湾大学讲授机器学习课程，选课人数通常爆满，有400多人来修。于是，李宏毅将学生分在两间教室，一间现场看老师上课，另一间同步看直播。由于直播上课的诸多限制，李宏毅养成了录制课程影片的习惯。一开始李宏毅将影片上传至个人主页，后来由于螢幕側錄軟體的序號過期，无法导出MP4，但有导出至YouTube的选项，于是李宏毅开始将课程影片上传至YouTube。此举不仅帮助了台湾大学的学生，还意外嘉惠台湾大学以外的学生。在其影片下方，还有中国大陆的学生留言感谢，表示已经听完全部课程，并留下笔记连结。截至2021年9月30日，李宏毅的YouTube频道有超過20万位订阅者。
李宏毅擅长用浅显易懂的语言，以学生喜爱的精灵宝可梦、凉宫春日等动漫来讲解复杂的机器学习技术，因此被亲切地称为“精灵宝可梦大师”。中华民国电脑学会称李宏毅为“第一個公開有系統地完整深入講解深度學習技術的學者，使得華文的深度學習教學與英文世界並駕齊驅。”

## 获奖
- 2021年中華民國第五十九屆十大傑出青年[6]
- 2020年亚马逊机器学习研究奖[7]
- 2020年Salesforce AI研究基金[8]
- 2019年杰出人才发展基金会年轻学者创新奖[9]
- 108年度（2019年）科技部吴大猷纪念奖[10]
- 107年度（2018年）中国电机工程学会优秀青年电机工程师奖[11]
- 106年度（2017年）中华民国电脑学会杰出青年学者奖[3]

## 学位论文
- 《以使用者相关回馈改进语音资讯检索之新架构》（硕士论文，导师：李琳山）[12]
- 《语音数位内容检索 ─ 相关回馈、图论及语意》（博士论文，导师：李琳山）[13]